# ロスコ・アレン
ロスコ・アレン（Rosco Allen、ハンガリー語: Allen Rosco、1993年5月5日 - ）は、ハンガリーの男子プロバスケットボール選手である。ポジションはフォワード。B.LEAGUEの川崎ブレイブサンダース所属。ハンガリー代表。

## 来歴
ブダペスト出身。
12歳で渡米し、ラスベガスのビショップ・ゴーマン高校に入学。
スタンフォード大学ではレッドシャツを含む2012年から2016年まで在籍し、オールPac12ファーストチームを獲得し、2016年のNBAドラフトにエントリーした。
NBAドラフトでは指名はなく、ゴールデンステート・ウォリアーズでサマーリーグに参加した後、スペインのオブラドイロCABと契約。
2016年、イベロスター・テネリフェに移籍。
2018年はボストン・セルティックスでサマーリーグに参加。
2018-19シーズンは日本のB.LEAGUEに属する島根スサノオマジックに移籍。
2019年はロサンゼルス・レイカーズでサマーリーグに参加。
2019-20シーズンは群馬クレインサンダーズに移籍。シーズン平均23.8得点、8.1リバウンド、4.6アシストを記録した。
2020年6月12日、新潟アルビレックスBBに移籍。
2023年6月15日、川崎ブレイブサンダースに移籍。